# Sân bay quốc gia Clinton

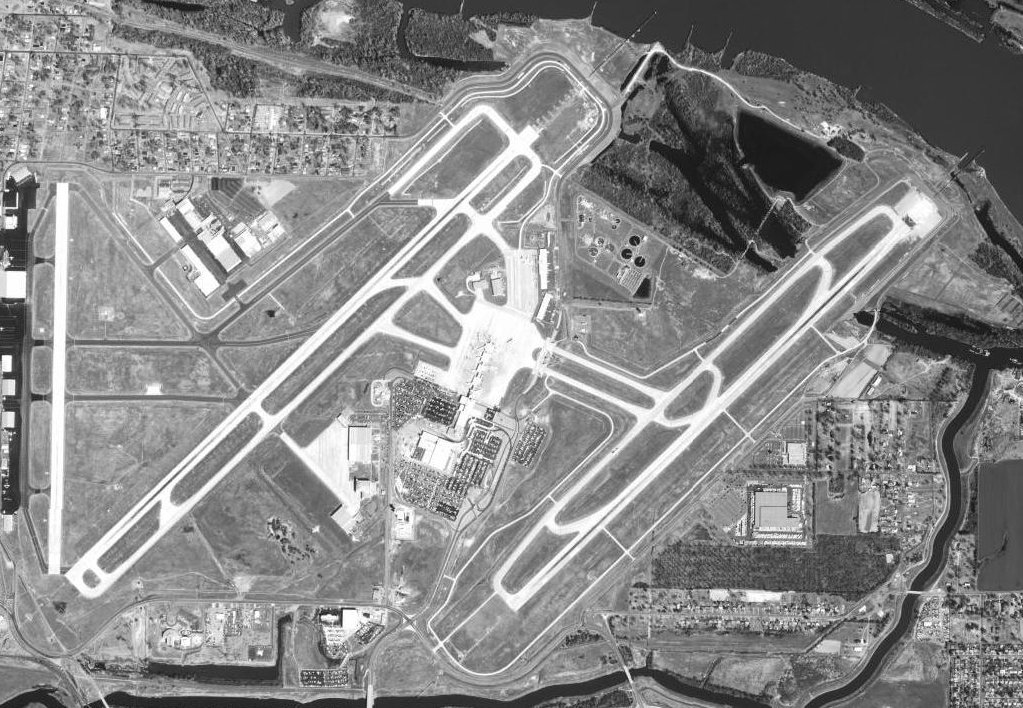
Ảnh chụp sân bay quốc gia Clinton

Sân bay quốc gia Clinton (mã sân bay IATA: Lit, mã sân bay ICAO: KLIT, mã sân bay FAA LID: Lit) (IATA: Lit, ICAO: KLIT, LID FAA: Lit),  là một sân bay có cự ly 2 dặm (3 km) về phía đông của khu kinh doanh trung tâm của Little Rock, một thành phố ở quận Pulaski, bang Arkansas, Hoa Kỳ. Đây là sân bay dịch vụ thương mại lớn nhất Arkansas, phục vụ hơn 2,1 triệu hành khách trong năm trong khoảng từ tháng 3 năm 2009 thông qua tháng 2 năm 2010. Sân bay thu hút hành khách từ một phần lớn Arkansas cũng như số lượng của các bang xung quanh.
Mặc dù sân bay không có chuyến bay chở khách trực tiếp quốc tế, có hơn 150 chuyến bay đến và khởi hành tại Little Rock mỗi ngày, với dịch vụ bay thẳng đến 18 thành phố cửa ngõ quốc gia / quốc tế.
Các tuyến bay phản lực khu vực xuất hiện đầu tiên của mình tại Little Rock Quốc gia vào năm 1997, với ba chuyến bay hàng ngày bởi nhà cung cấp bởi hãng Delta Connection, American Eagle, Continental Express, United Express, and US Airways Express hoạt động tại sân bay Little Rock.